# Curba Keeling

Dioxid de carbon atmosferic, concentrații din 1958 până în 2023.

Curba lui Keeling este un grafic care arată acumularea de dioxid de carbon în atmosfera Pământului, pe baza măsurătorilor continue efectuate la Observatorul Mauna Loa de pe insula Hawaii, din 1958 până în prezent. Curba poartă numele academicului american Charles David Keeling, care a inițiat programul de monitorizare și l-a supravegheat până la moartea sa în 2005.
Măsurătorile lui Keeling au arătat primele dovezi semnificative ale unei creșteri rapide a nivelurilor de dioxid de carbon din atmosferă. Potrivit dr. Naomi Oreskes, profesor de istoria științei la Universitatea Harvard, curba Keeling este una dintre cele mai importante lucrări științifice ale secolului XX. Mulți oameni de știință consideră curba Keeling că a atras pentru prima dată atenția lumii asupra creșterii actuale a CO2 în atmosferă.

## Istorie
Până în anii 1950, măsurătorile concentrației de dioxid de carbon au fost efectuate ad-hoc în diferite locuri. În 1938, inginerul și meteorologul amator Guy Stewart Callendar a comparat seturile de date CO2 de la Kew, Londra din 1898 până în 1901, constatând o medie de 274 părți per milion în volum (ppmv), iar în estul Statelor Unite din 1936 până în 1938, cu o medie de 310 ppmv și a concluzionat că concentrațiile de CO2 au crescut din cauza emisiilor antropice. Cu toate acestea, rezultatele lui Callendar nu au obținut aprobarea unanimă din partea comunității științifice din cauza naturii neregulate a măsurătorilor.
Charles David Keeling, de la Scripps Institution of Oceanography din UC San Diego, a fost prima persoană care a făcut măsurători frecvente și regulate ale concentrațiilor de CO2 în Antarctica și la Mauna Loa, Hawaii, din martie 1958 înainte.